# Stefan Titze
Stefan Michael Titze (* 5. August 1994 in Kamen) ist ein deutscher Drehbuchautor, Produzent und Komiker.

## Leben
In seiner Schulzeit schrieb Titze unter anderem für die Westfälische Rundschau und war Frontmann mehrerer Bands. Nach seinem Abitur 2013 zog er nach Köln, wo er sein mittlerweile abgeschlossenes Studium der Journalistik aufnahm und parallel als studentische Aushilfe bei der bildundtonfabrik begann. Zur ersten Ausgabe des Neo Magazin Royale holte ihn Jan Böhmermann als, mit 19 Jahren, jüngstes Mitglied in sein Autorenteam. In dieser Zeit wurde die Sendung mehrfach mit dem Grimme-Preis sowie dem Deutschen Fernsehpreis ausgezeichnet.
Wenig später lernte er hier auch Florentin Will kennen, mit dem er seit Ende 2014 den Comedy-Podcast DAS PODCAST UFO moderiert. Seit Anfang 2018 veranstalten sie auch Live-Touren mit dem Podcast. Am 17. Juli 2021 erschien eine als Musical konzipierte Folge, deren Lieder auch als Album auf Musikstreamingportalen veröffentlicht wurden.
Im Herbst 2016 entwickelte er für die bildundtonfabrik und Funk den YouTube-Comedy-Kanal Gute Arbeit Originals mit, für das er anschließend als Head-Autor verantwortlich war. Gelegentlich war er hier auch als Darsteller vor der Kamera zu sehen. Für seine Arbeit für Gute Arbeit Originals sowie des TV-Formats Kroymann erhielt er 2018 den Studio Hamburg Nachwuchspreis in der Kategorie „Unterhaltung“.
Zusammen mit Philipp Käßbohrer und Sebastian Colley ist Titze Autor, Ideengeber und Produzent der von Netflix produzierten Coming-of-Age-Serie How to Sell Drugs Online (Fast). Die inzwischen mehrfach ausgezeichnete Serie feierte 2019 seine Premiere am Cannes Series Festival.
Titze entwickelt derzeit zusammen mit Mats Frey eine neue Comedy-Drama-Serie für Komplizen Film sowie mit Janna Nandzik eine Drama-Serie für Fireglory Pictures. Bei beiden Projekten fungiert er als Co-Showrunner und Co-Autor.
Stefan Titze lebt in Köln.

## Autor (Auswahl)
- 2013–2017: Neo Magazin/Neo Magazin Royale (ZDFneo/ZDF)
- 2014–2016: Die unwahrscheinlichen Ereignisse im Leben von … (WDR)
- 2016–2017: Gute Arbeit Originals (funk)
- 2018: Kroymann (Das Erste)
- 2019–2021: How to Sell Drugs Online (Fast) (Netflix)

## Podcasts (Auswahl)
- seit 2014: Das Podcast UFO (mit Florentin Will)[14]
- 2015–2017: Antenne Alderaan (mit Timo Müller und Thilo Grimm)[15]
- 2016–2017: Gute Arbeit Impro (mit Katjana Gerz, Florentin Will und Lena Kupke für funk)[16]

## Auszeichnungen
- 2017: Grimme-Preis in der Kategorie Unterhaltung für die Einspielerschleife in der Sendung Neo Magazin Royale[17]
- 2017: Star Wars Podcast Award in der Kategorie Best Foreign Language Star Wars Podcast für Antenne Alderaan[18]
- 2018: Studio Hamburg Nachwuchspreis in der Kategorie Bestes Entertainment[19]
- 2019: Deutscher Podcastpreis in der Kategorie Unterhaltung für Das Podcast Ufo[20]
- 2019: Cannes Series Official Selection mit How to Sell Drugs Online (Fast)[10]
- 2020: Grimme-Preis in der Kategorie Kinder & Jugend  für How to Sell Drugs Online (Fast)[21]
- 2020: Romy in der Kategorie Beste Serie für How to Sell Drugs Online (Fast)[22]
- 2020: Der Deutsche Fernsehpreis in der Kategorie Beste Comedyserie für How to Sell Drugs Online (Fast)[23]

## Trivia
Titze ist Gewinner der dritten Ausgabe des Schachturniers Zugzwang, welches unregelmäßig von Rocket Beans TV veranstaltet wird.